# Qu'est-ce qu'on attend pour être heureux ?
Pour le film de Coline Serreau, voir Qu'est-ce qu'on attend pour être heureux ! (film).
Pour la série télé d'Anne Giafferi, voir Qu'est-ce qu'on attend pour être heureux ? (série télévisée).
Qu'est-ce qu'on attend pour être heureux ? est une chanson française de 1938, dont la musique est composée par Paul Misraki sur des paroles d'André Hornez pour le film Feux de joie de Jacques Houssin. Elle a été déposée à la Sacem le 20 mai 1938 et éditée par Paris-Monde.

## Liste des pistes
78 tours — Pathé 1707 enregistré le 10 juin 1938 avec une orchestration de Ray Ventura.
A. Qu'est-ce qu'on attend pour être heureux ?
B. Près de vous, dans le soir (musique de Paul Misraki et paroles d'André Hornez)

## Reprises et adaptation

### Reprises
- Charles Aznavour en duo avec Patrick Sébastien à l'émission Hier encore
- Patrick Bruel en duo avec Johnny Hallyday pour l'album Entre deux
- Alma Cogan pour l'album I Love to Sing (album) (en) (version anglaise)
- Jean-Jacques Debout pour l'album Sur le chemin du bonheur
- Adolphe Deprince
- Sacha Distel en duo avec Henri Salvador
- Tatiana Eva-Marie (en)
- Bibi Ferreira (en)
- Frédo Gardoni
- Annie Girardot (Revue et corrigée)
- Le Grand Orchestre du Splendid
- Georges Jouvin
- The Lost Fingers
- Thierry Le Luron
- Les Parisiennes
- Les Petits Chanteurs à la Croix de Bois
- Pills et Tabet
- Marc Reift
- Les Stentors
- Lily Vincent

### Adaptation
En 1943, Michael Carr (composer) (en) et Tommie Connor (en) adaptent Qu'est-ce qu'on attend pour être heureux ?, qui en anglais devient I Love to Sing. La chanson est interprétée par Vera Lynn dans le film Rhythm Serenade de Gordon Wellesley.

## Postérité
En 2018, la série télévisée française Qu'est-ce qu'on attend pour être heureux ? reprend le titre de la chanson et la chanson est utilisée pour son générique.